# Cobá
Pour les articles homonymes, voir Yasuhiro Kobayashi.

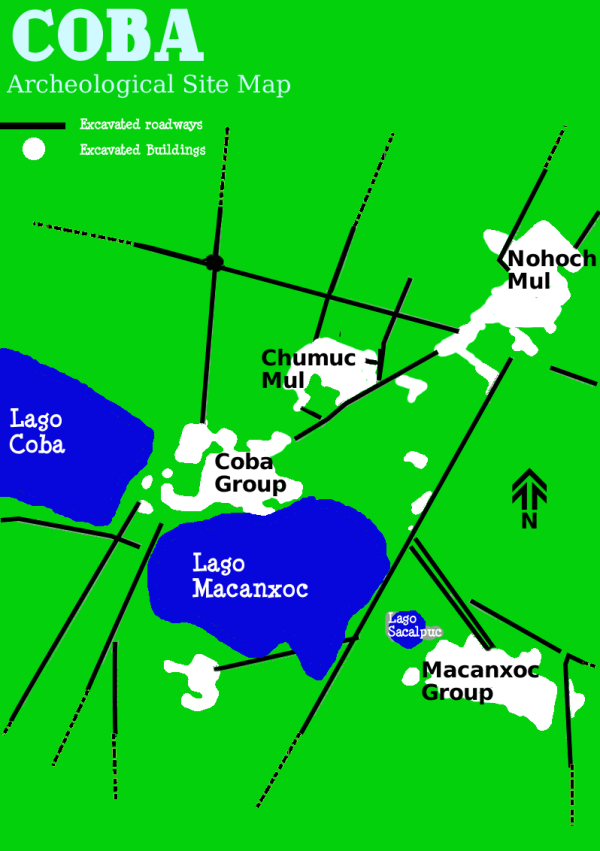
Carte du site de Cobá.

Cobá est un site archéologique important appartenant à la civilisation maya. Il se situe dans la péninsule du Yucatán, au Sud-Est du Mexique (État du Quintana Roo) dans le petit village de Cobá à environ 106 km de Playa del Carmen et à 42 km de Tulum. Sa localisation géographique est: 20° 29′ 41″ N et 87° 44′ 07″ W.

## Toponymie
Comme pour la plupart des sites précolombiens, il n’existe pas de source épigraphique permettant de connaître le nom que portait la cité à l’époque préhispanique. Néanmoins, certaines références ethnographiques de l’époque coloniale permirent au célèbre archéologue J. Eric S. Thompson de découvrir que la Cité de Cobá devait s’appeler Kinchil Cobá, en référence au Dieu du Soleil maya (K'inich Ajaw). La toponymie permet d’expliquer le mot Cobá par les mots mayas « cob » (ou « kob ») signifiant trouble ou gué et « ha » signifiant l’eau. Ce qui aurait pu se traduire par « eau trouble » ou « passage à gué ». Ceci faisant référence aux petits lacs qui jouxtent le site. Mais cette question est encore débattue.

## Contexte historique

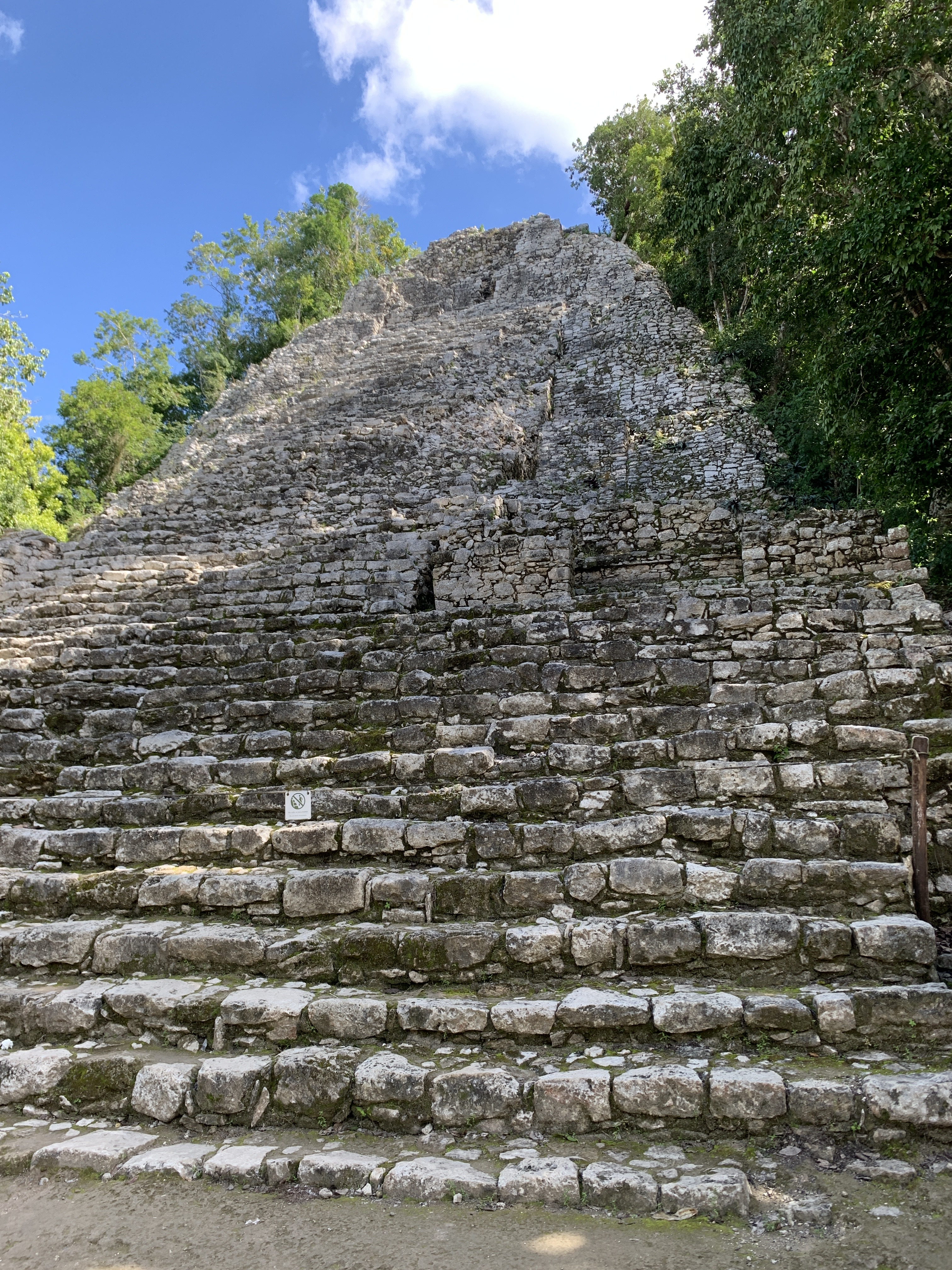
La pyramide Nohoch Mul à Cobá.

Il s’agit du site le plus important de la péninsule du Yucatán qui ne peut être comparé qu’avec Chichen Itza son éternelle rivale. La cité s’étendait sur 70 km2 et développa un réseau de 45 sacbeob permettant de circuler entre les différents ensembles mais aussi de se rendre vers les sites satellites. Le sacbe vers Yaxuná mesurait 100 km. Les archéologues pensent que Cobá aurait eu une population de 50 000 habitants (et peut-être plus) lors de son apogée.
Le site aurait été occupé par des groupes humains dès le Ier siècle av. J.-C. comme l’indiquent les traces de plateformes basses et de constructions en bois et en palmier et les datations des céramiques les plus anciennes. Mais la population du site a commencé à croître réellement à partir du Ier siècle av. J.-C.
Néanmoins la plupart des monuments de la cité furent construits à l'Époque classique de la civilisation maya (entre 500 et 900 apr. J.-C.). La plupart des inscriptions sur les stèles de la cité datent du VIIe siècle. Entre 200 et 600 Cobá devint l’une des plus grandes et puissantes cités des Basses Terres du Nord. Elle semble avoir exercé un très fort contrôle territorial sur tout le Nord de l’actuel État du Quintana Roo et sur l’Est du Yucatán.
De plus les archéologues supposent que Cobá sut contracter des alliances militaires et matrimoniales puissantes avec les grandes cités de Tikal, Calakmul ou Dzibanché.
Des fouilles des monuments appelés le « groupe des peintures » effectuées en 1999 permirent de mettre au jour des éléments architecturaux de style de Teotihuacan. Ce qui permet de montrer les liens entre cette cité et le centre du Mexique (pourtant situé à 2 000 km).
Mais dès le VIIe siècle la montée en puissance des cités Puuc du Yucatán (Uxmal, Edzna, Izamal, Becán…), puis le développement de Chichen Itza modifièrent les rapports de force dans la péninsule. Vers l’an 900 Cobá du défendre ses territoires notamment face à Chichen Itza qui finira par s’emparer de nombreux satellites de Cobá et notamment la cité de Yaxuná.
Après l’an mil, la cité perd de son importance politique mais elle semble avoir conservé une grande importance symbolique et religieuse qui lui permit de renaître entre 1200 et 1500. De nombreux édifices du style « Côte orientale » datent de cette époque.
Cobá se trouve particulièrement bien situé sur la route commerciale entre les côtes de la Mer des Caraïbes et les cités du Yucatán. Tulum situé à 40 km ou XelHa étaient les points d’accès vers les ressources de la mer et les voies maritimes pour se rendre vers les actuels Belize, Guatemala et Honduras ou pour contourner la péninsule du Yucatán vers le Golfe du Mexique.
Sans doute, en partie, pour cette raison Cobá est resté un site majeur de la région durant la Période postclassique (1000 – 1450) et jusqu’à l’arrivée des conquistadors espagnols, à la différence de son adversaire Chichen Itza dont l’importance fut éphémère. Lorsque les Espagnols renforcèrent leur occupation du Yucatán, Cobá avait été totalement laissé à l’abandon par ses habitants.
La présence des 5 petits lacs (Cobá, Macanxoc, Cacalpuc, Yaxlaguna et Xcanh) a été particulièrement propice au développement de la cité en fournissant l’eau nécessaire aux nombreux habitants et en facilitant les activités, notamment l’agriculture.
De nos jours, les ruines de Cobá sont l'une des principales attractions touristiques de la région.

## Histoire moderne du site
Ce site très vaste, même s’il a été totalement abandonné au XVIe siècle, est toujours resté présent dans les mémoires. Les scientifiques le connaissaient mal en raison de son accès difficile (à l’écart des routes, dans la forêt tropicale, au milieu d’une zone impliquée dans la guerre des castes) et c’est seulement dans les années 1920 que les archéologues entreprirent leurs premières observations sérieuses. Les visiteurs étaient rares avant la construction dans les années 1970 d'une route touristique.
L’explorateur Thomas Gann fut emmené sur le site par des descendants maya lors d’une sortie de chasse en février 1926. Il publia un compte-rendu décrivant les ruines et le transmit au groupe d’archéologues de la Carnegie Institution chargée de la mise au jour et restauration du site de Chichen Itza. Ils envoyèrent une expédition dirigée par l’archéologue J. Eric S. Thompson. Il rédigea un rapport décrivant la surprenante étendue du site et la présence de nombreuses inscriptions maya et demanda à Sylvanus Morley d’organiser une nouvelle expédition plus approfondie du site.
Eric Thompson fit de nombreuses visites sur le site et publia en 1932 une description détaillée.
Mais face à la popularité du site de Chichen Itza (partiellement reconstruit et restauré), Cobá resta dans l’oubli jusque dans les années 1970. La zone hôtelière de Cancún fut développée et le gouvernement mexicain prit conscience qu’une mise en valeur des sites archéologiques pourrait être un bon attrait touristique.
En 1972, l'Institut national d'anthropologie et d'histoire mexicain (INAH) dirigé par Carlos Navarrete débuta le développement de la zone en facilitant l'accès au site pour les chercheurs et surtout les visiteurs. Certains monuments furent consolidés, les allées furent aménagées ainsi que les accès et des chantiers de fouilles furent ouverts.
Dans les années 1980, une nouvelle route a été ouverte pour gagner Cobá, une ligne de car mise en place et le village fut connecté au réseau électrique.

## Visite du site
Seule une petite partie des quelque 80 km2 du site a été fouillée et peu de visiteurs s'y rendaient avant la construction d'une route touristique dans les années 1970.
La Cité est structurée en différents ensembles qui non seulement ont une relation chronologique entre eux mais aussi une relation urbanistique. Ainsi, il y a des groupes presque exclusivement résidentiels (Groupe Cobá) et d’autres ayant des fonctions cérémonielles ou funéraires (Groupe Macanxoc). Jusqu’à ce jour, on a découvert plus de 30 stèles, autels et panneaux gravés sur le site. Seule une petite portion du site est accessible au public et les travaux de restauration et de mise en valeur ne font que débuter. Ceci donne à ce site situé dans la forêt un caractère sauvage et naturel donnant au visiteur la sensation d’être un explorateur. De petites places donnant sur des stèles en calcaire très abîmées donnent aussi la sensation de se trouver en face de monuments placés là sans organisation spatiale préconçue, ce qui est faux.

### Groupe Cobá
Cet ensemble ouvert aux visiteurs permet d’apprécier un temple de 25 m de hauteur appartenant à la période du Classique ancien et connu localement comme « la iglesia » (l’église). On y trouve aussi un ensemble de palais et de résidences qui montrent par leur taille l’importance que devait avoir cette Cité.
La visite de ce groupe se complète par le jeu de pelote, qui comporte quelques représentations gravées de prisonniers datant de 600 à 900 apr. J.-C. Il est également possible d'observer une fondation, décorée de gravures, représentant des crânes humains et des glyphes sur les bords de l’escalier.

### Groupe Nohoch Mul

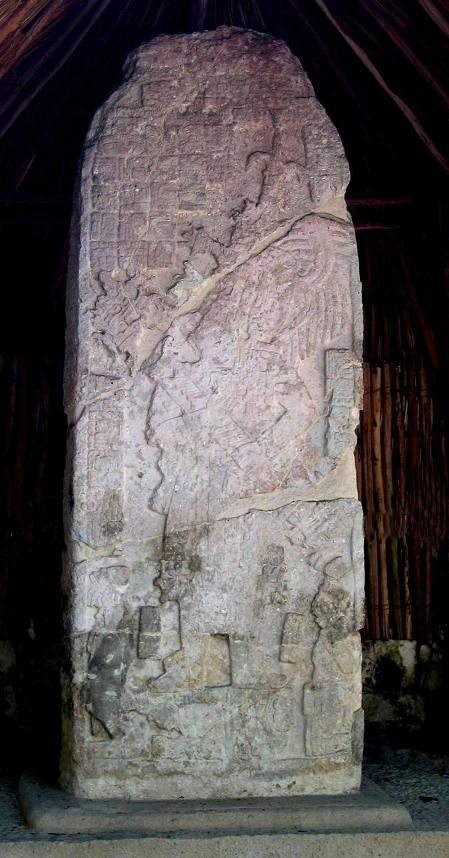
Stèle.

Le chemin permet d’atteindre ce groupe en croisant l’ancien sacbe 1 (chemin) qui rejoignait la Cité de Yaxuná.
Le temple de Nohoch Mul est l’une des pyramides les plus hautes de toute la région maya. Nohoch Mul signifie le « grand massif » en maya. Il mesure 30 mètres de haut et au sommet a été édifié postérieurement un temple, ce qui lui donne une hauteur actuelle de 42 mètres.
Nohoch Mul fut construit durant le Classique ancien (200 à 600 apr. J.-C.) certainement pour célébrer le pouvoir sacré des dignitaires de Cobá et pour servir de dernière demeure aux membres de la lignée dirigeante. Ce temple était certainement associé à d’autres bâtiments aujourd’hui disparus.
Le temple se trouvant au sommet appartient au style « Côte orientale » ce qui indique une période d’édification comprise entre 1200 et 1550 apr. J.-C. On peut observer une gravure taillée dans la pierre représentant le dieu plongeur (appelé également dieu descendant) que l’on vénérait également à Tulum.
Faisant partie de cet ensemble il existe une construction de près de 30 m de haut et de 110 m par 125 m de base qui n’a malheureusement pas encore été totalement explorée et mise en valeur. Les archéologues pensent que cette plateforme était en cours de construction car elle ne porte aucun bâtiment.
Dans ce groupe, on peut aussi visiter la structure X qui est une construction résidentielle dans laquelle fut trouvée la stèle 20, qui est la mieux conservée du site et sur laquelle on peut facilement déchiffrer la date en compte long 9.17.10.0.0, 12 Ajaw 8 Pax (2 décembre 780).

### Xaíbé
Récemment restauré, on rencontre cette structure appelée aussi « croisement de chemins » (crucero de caminos) qui a une forme semi-circulaire et une petite gradine dont les dimensions la rende inaccessible. On pense donc qu’il s’agissait d’un monument commémoratif marquant le croisement des sacbeob (chemins) 1, 5, 6 et 8.

### Groupe des peintures
Ensemble d’édifices construits durant le Post-Classique récent et dont le nom fait allusion aux fragments de fresques observés à l’intérieur du temple principal du groupe. Bien que ses dimensions soient modestes, cet ensemble est remarquable car il regroupe les monuments les plus récents de Cobá. Ils furent construits avec les pierres de taille et matériaux des temples plus anciens.
On observe aussi dans ce groupe une plateforme avec une fondation ayant un style typique de Teotihuacan. Ce qui montre que Cobá était en contact avec la grande Cité du centre du Mexique.

### Groupe Macanxoc
Cet ensemble se compose de plateformes basses avec de petits temples et autels dont la majeure partie est liée à des stèles commémoratives d’événements touchant les classes dirigeantes de Cobá dont certaines furent des femmes. On pense qu’il s’agit d’un site consacré à des cérémonies funèbres.

## Informations pratiques

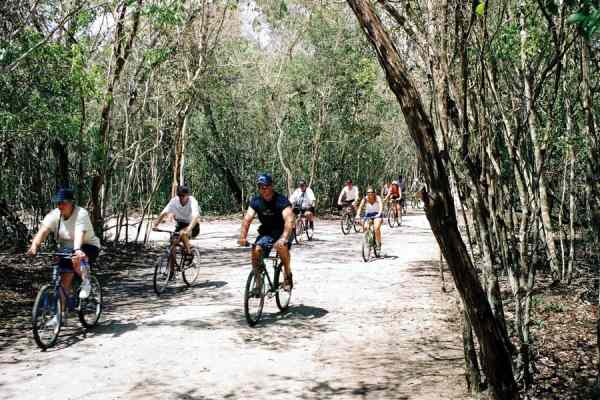
Vélos à Cobá.

Pour son importance historique et la beauté de son environnement naturel, la visite du site est un bon moment pour les amateurs de nature et d’archéologie. L’étendue du site et surtout la distance importante entre les différents groupes de monuments ont conduit l’Institut National d’Anthropologie et d’Histoire à concéder un service de location de bicyclettes. Pour une somme raisonnable il est donc possible de parcourir le site en louant un vélo ou en se faisant conduire par un triporteur. C’est original et pratique mais cela ne vaut pas une promenade à pied et silencieuse, permettant d’observer la faune (singe araignée, toucan, perruche, mygale, entre autres) et la flore.
Le billet d’entrée est de $100,00 pesos et le site est ouvert tous les jours de l’année de 8 h à 17 h. Des guides locaux offrent leurs services dans de nombreuses langues étrangères.
À proximité de l’entrée du site, on peut observer le petit lac de Cobá dans lequel seraient encore conservés quelques crocodiles. Le village (1000 habitants) offre peu d’attrait, si ce ne sont quelques snacks ou restaurants et boutiques de souvenirs.

## Galerie photos

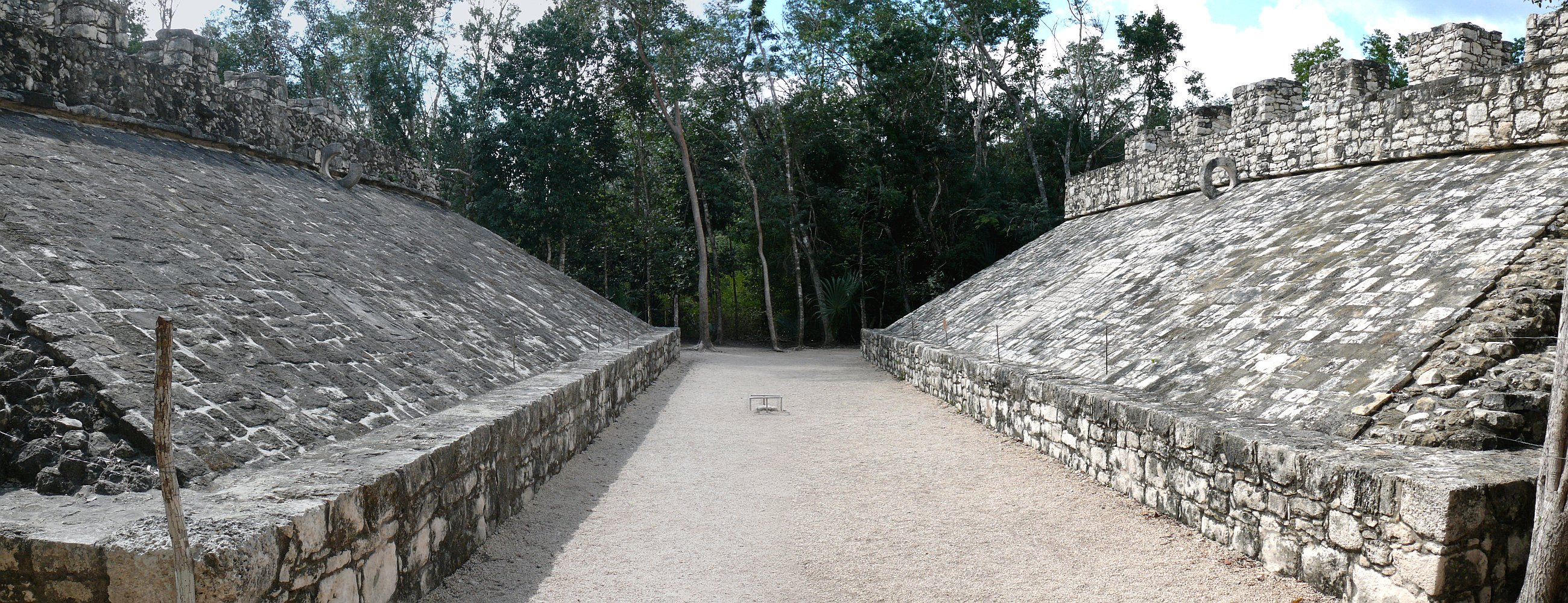
L'une des deux cours de jeu de balle de Cobá.
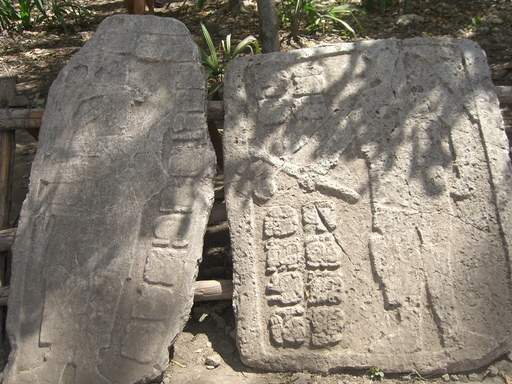
Stèles à Cobá.
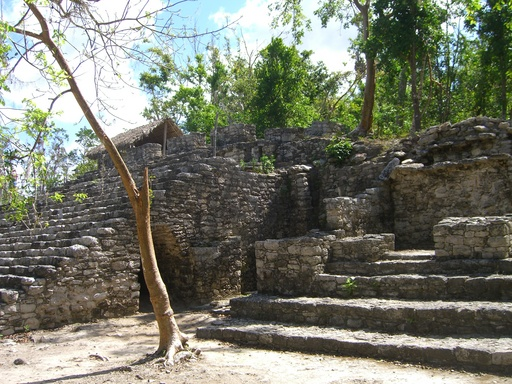
Groupe B.
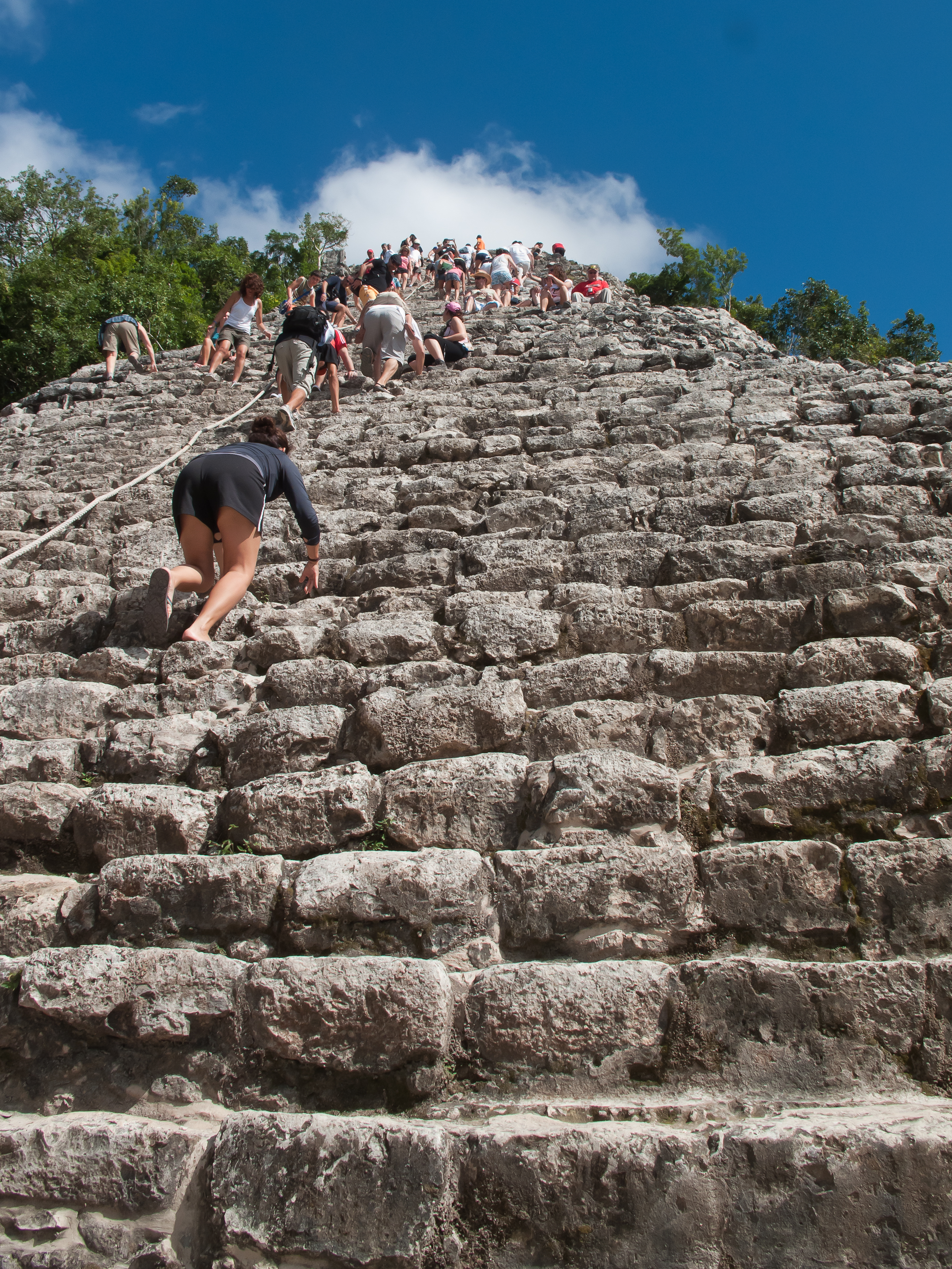
Ascension du groupe Nohoch Mul.
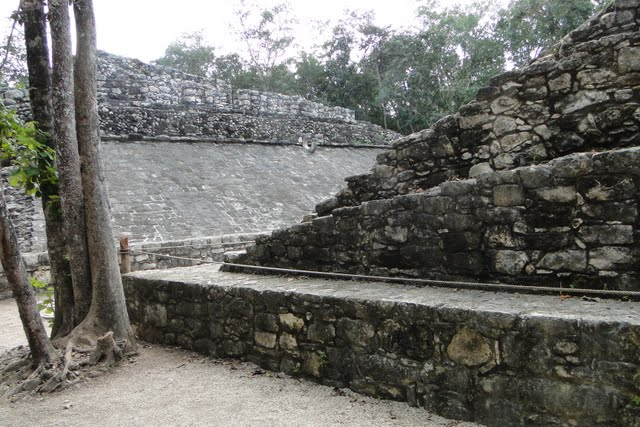
Cour de jeu de balle.